# Shearman & Sterling
Shearman & Sterling LLP es una firma de abogados estadounidense con sede en Nueva York, EE. UU. con aproximadamente 850 abogados y 18 oficinas alrededor del mundo. Es conocida por su trabajo procesal como su consejo empresarial, especialmente en las áreas de arbitraje (derecho), mercado de capitales, derecho financiero, y fusiones y adquisiciones. Sus ingresos en el año 2007 eran $921 millones de dólares estadounidenses.

## Historia
El despacho de abogados se funda en 1873 en Wall Street por Thomas Shearman y John Sterling. En la posguerra, la firma comenzó a operar internacionalmente.

## Experiencia en América Latina
Shearman & Sterling tiene una larga historia de participación en América Latina. Durante el periodo de la posguerra, la firma tuteló a empresas norteamericana que invirtieron en la región, incluyendo Citigroup. Durante la crisis de los 1980s, Shearman & Sterling apoyó a gobiernos sudamericanos en la reestructuración de sus deudas. Aún representa los gobiernos de la Argentina y Uruguay. 
También representó el gobierno de México en sus negociaciones para el tratado de libre comercio (NAFTA) en 1992. Shearman & Sterling abrió una oficina en São Paulo en 2004 que hoy día cuenta en 10 abogados ofreciendo servicios legales bajo las leyes de Nueva York, Inglaterra, Alemania e Italia. En 2006, la Autoridad del Canal de Panamá seleccionó a Shearman & Sterling como proveedor de servicios legales en la finanza de la ampliación del Canal. La firma tiene abogados expertos en operaciones de mercados de capitales, financiamiento de proyectos y de comercio exterior, alianzas estratégicas, privatizaciones, tratamiento de deuda, titularización de activos, fusiones y adquisiciones, transferencias de tecnología y resolución de litigios y arbitraje internacional.

## Experiencia en España
Desde su sede en París, Shearman & Sterling representa a empresas españolas y a los agentes colocadores de emisiones en transacciones financieras. Según la ABC, Shearman & Sterling es un bufete legal en búsqueda de socios para establecerse en España. 
En 2004 representó a Fadesa en su O.V.P. en las bolsas de valores de Barcelona y Madrid con coordinación con la firma Ramón & Cajal. La transacción generó 455 millones de euros. En 2006, trabajo por Morgan Stanley y el sindicato de bancos como colocadores de la O.V.P. de General de Alquiler de Maquinaria (GAM) con la firma española Uría Menéndez, que se saldó con 235 millones de euros para la empresa. Fernando Mantilla, socio de las firmas Shearman & Sterling y Garrigues, fue ponente de la actual Ley de arbitraje española.

## Honores
- Colaboró en la Oferta Pública de Venta del Bovespa, la bolsa de valores brasileña, una transacción que realizó casi $2 billones de dólares estadounidenses. Por su trabajo, ganó el premio de "Transacción Latinoamericano del Año 2007" por la revista LatinFinance.
- "Premio de asesor legal para financiamiento de proyectos latinoaméricanos" 2007 de la revista Infastructure Journal.

### Despachos (con año de establecimiento)
- Abu Dhabi (1975)
- Pekín (1993)
- Bruselas (2001)
- Düsseldorf (1991)
- Fráncfort del Meno (1991)
- Hong Kong (1978)
- Londres(1963)
- Menlo Park, Silicon Valley (1998)
- Milano (2010)
- Múnich (2001)
- Nueva York (1873)
- París (1972)
- Roma (2002)
- San Francisco (California) (1978)
- São Paulo (2004)
- Shanghái (2007)
- Singapur (1995)
- Tokio (1987)
- Toronto (1995)
- Washington D. C. (1987)

### Despachos cerrados
- Argel
- Los Ángeles (1985)
- Mannheim (2000)